# Chiton fosteri
Chiton fosteri är en blötdjursart som beskrevs av Arthur Allman Bullock 1972. Chiton fosteri ingår i släktet Chiton och familjen Chitonidae. Inga underarter finns listade i Catalogue of Life.